# HD132052
HD132052 — хімічно пекулярна зоря спектрального класу F0, що має видиму зоряну величину в смузі V приблизно  4,5.
Вона  розташована на відстані близько 91,0 світлових років від Сонця.

## Фізичні характеристики
Зоря HD132052 обертається 
досить швидко 
навколо своєї осі. Проєкція її екваторіальної швидкості на промінь зору становить  Vsin(i)=117км/сек.